# Edward Hammond (Politiker)
Edward Hammond (* 17. März 1812 bei Ellicott City, Anne Arundel County, Maryland; † 19. Oktober 1882 ebenda) war ein US-amerikanischer Politiker. Zwischen 1849 und 1853 vertrat er den Bundesstaat Maryland im US-Repräsentantenhaus.

## Werdegang
Edward Hammond besuchte die öffentlichen Schulen seiner Heimat und die Rockhill Academy.  Danach absolvierte er im Jahr 1830 das Yale College. Nach einem anschließenden Jurastudium in New Haven (Connecticut) sowie in Baltimore und seiner 1833 erfolgten Zulassung als Rechtsanwalt begann er in Annapolis in diesem Beruf zu arbeiten. Gleichzeitig schlug er als Mitglied der Demokratischen Partei eine politische Laufbahn ein. In den Jahren 1839, 1841 und 1842 saß er im Abgeordnetenhaus von Maryland. 1848 gehörte er dem Staatssenat an.
Bei den Kongresswahlen des Jahres 1848 wurde Hammond im dritten Wahlbezirk von Maryland in das US-Repräsentantenhaus in Washington, D.C. gewählt, wo er am 4. März 1849 die Nachfolge von Thomas Watkins Ligon antrat. Nach einer Wiederwahl konnte er bis zum 3. März 1853 zwei Legislaturperioden im Kongress absolvieren. Dabei war er Vorsitzender des Committee on Engraving. Im Jahr 1852 verzichtete er auf eine weitere Kandidatur.
In den Jahren 1861 und 1867 war Hammond noch einmal Mitglied des Abgeordnetenhauses von Maryland. Ab 1867 war er im fünften Gerichtsbezirk seines Staates als Richter tätig. Edward Hammond starb am 19. Oktober 1882 auf dem Anwesen Font Hill nahe Ellicott City, wo er auch beigesetzt wurde.